# 劉知柔
劉知柔（？—？），徐州彭城县人，唐朝政治人物。劉藏器之子，刘知几之兄。
刘知柔性青简静，仪态甚美，年轻时与弟弟刘知几都以词学知名。居丧庐墓侧，皇帝下诏筑阙表彰。世传儒学之业，以述作显名其家。刘知柔历任荆州长史、扬州长史、曹州刺史、益州长史、宋州刺史、海州刺史、唐州刺史、户部侍郎、国子司业、鸿胪卿、尚书右丞、工部尚书、东都留守。开元六年（718年）九月，河南大水，唐玄宗派遣工部尚书刘知柔持节往河南道存问，察民疾苦及官吏善恶。所表陈州刺史韦嗣立、汝州刺史崔日用、兗州刺史韦元珪、符离令綦毋顼等，只有二十七人有治绩。转任太子宾客，封彭城县侯。致仕，给全禄终身。去世时。遗令薄葬，祖载服用都是自处其费。赠太子少保，谥文。

## 子
- 劉繹，金部郎中
- 劉緝，巴陵郡太守
- 劉綝，和州刺史
- 劉繪，延州刺史
- 劉繕，桂府都督